# A magyar irodalom története: tudományos rendszerezés
A magyar irodalom története: tudományos rendszerezés Pintér Jenő nagy terjedelmű magyar irodalomtörténeti műve, amely a kezdetektől a 20. század első feléig tekinti át a magyar szépirodalmat. Jelenleg 8 vaskos kötetével és körülbelül 7.100 oldalas terjedelmével ez a mű a létező legnagyobb a magyar nyelvű irodalomtörténetek közül.

## Leírás
Pintér Jenő, a két világháború közötti Magyarország pozitivista szemléletű neves irodalomtörténésze, több irodalomtörténeti mű szerzője (ezek egyike a közismert Pintér Jenő magyar irodalomtörténete – képes kiadás), a Magyar Tudományos Akadémia tagja mintegy 20 évi tudományos pályafutás után 1930-ban adta ki a tudományos rendszerezés igényével írott A magyar irodalom történetének első kötetét. 1941-ig, a sorozat befejezéséig ezt másik 7 követte, a szerző pedig saját koráig, a 20. század első feléig dolgozta fel a magyar irodalmat. A kötetek felépítésére jellemző, hogy míg Pintér a próza, illetve a költészet jelentős képviselőinek ismertetésekor a kevésbé jelentősnek tartott személyekről röviden szól – addig a híresebbek esetén személyes értékelésben elemzi az adott író, költő munkásságát, majd utána áttekinti másoknak a szerzővel kapcsolatos elismeréseit, bírálatait. Végül röviden közli a költő, író életrajzát, műveinek a jegyzékét, és összegyűjti a rávonatkozó szakirodalmat.
A mű érdekessége, hogy a szerző a szorosabb értelemben szépirodalom mellett az irodalom szépirodalommal valamilyen kapcsolatban lévő egyéb ágainak nevezetesebb képviselőit röviden bemutatja. Így szól a szépirodalomra ható történeti és egyházi irodalomról, az irodalomtörténeti irodalomról, de megemlékezik a neves költők, írók nem egy művét terjesztő hírlapok irodalmáról is.
A 7108 oldalas sorozat nem rendelkezik reprint kiadással, azonban a Magyar Elektronikus Könyvtár honlapján a teljes eredeti mű elérhető PDF formában (lásd alant). Html-verzióban az Arcanum Adatbázis Kft. honlapján olvasható.

## Kötetbeosztás
| Kötetszám   | Kötetcím                                           | Kiadási év | Oldalszám | Elektronikus elérés |
| ----------- | -------------------------------------------------- | ---------- | --------- | ------------------- |
| I. kötet    | A magyar irodalom a középkorban                    | 1930       | 383 o.    |                     |
| II. kötet   | A magyar irodalom a XVI. században                 | 1930       | 575 o.    |                     |
| III. kötet  | A magyar irodalom a XVII. században                | 1931       | 635 o.    |                     |
| IV. kötet   | A magyar irodalom a XVIII. században               | 1931       | 956 o.    |                     |
| V. kötet    | A magyar irodalom a XIX. század első harmadában    | 1932       | 940 o.    |                     |
| VI. kötet   | A magyar irodalom a XIX. század második harmadában | 1933       | 951 o.    |                     |
| VII. kötet  | A magyar irodalom a XIX. század utolsó harmadában  | 1934       | 863 o.    |                     |
| VIII. kötet | A magyar irodalom a XX. század első harmadában     | 1941       | 1419 o.   | ,                   |

A VIII. kötet 1943-ban Századunk magyar irodalma címmel külön is megjelent.

## Egyéb irodalom
- Metykó Béla: A „kétmázsás irodalomtörténet” elfeledett szerzője – Emlékezés Pintér Jenő (1881–1940) irodalomtörténészre (ujkor.hu, 2018. dec. 22.)